# Reddingflotteur
De reddingflotteur is een type boot dat speciaal werd ontworpen voor reddingwerk in de branding. De reddingflotteur werd al snel TOM-boot genoemd, dit ter nagedachtenis aan het Haagse Brigadelid Ernst Schildein (met als bijnaam Tom) die tijdens een redding in zee in 1919 verdronk.
De boot is ontworpen en gebouwd op de Pontswerf in Scheveningen.